# Constitution de la Syrie
Les constitutions de la Syrie comprennent :
- la Constitution du 14 mai 1930 ;
- la Constitution du 5 septembre 1950 ;
- la Constitution du 10 juillet 1953 (1953-1954) ;
- la Constitution de la République arabe unie (1958-1961) ;
- la Constitution provisoire du 25 avril 1964 ;
- la Constitution provisoire du 1er mai 1969 ;
- la Constitution du 13 mars 1973 ;
- la Constitution du 27 février 2012 ;
- la Constitution provisoire du 13 mars 2025.